# Abílio Rodas de Sousa Ribas
Abílio Rodas de Sousa Ribas (ur. 2 stycznia 1931 w Várzea de Soajo, zm. 2 lutego 2025 w Bradze) – portugalski duchowny katolicki. Biskup diecezji Wysp Świętego Tomasza i Książęcej od 3 grudnia 1984 roku do 1 grudnia 2006 roku.
Święcenia kapłańskie przyjął w dniu 21 września 1957 roku w Zgromadzeniu Ducha Świętego (duchaczy). W dniu 3 grudnia 1984 roku został mianowany ordynariuszem diecezji Wysp Świętego Tomasza i Książęcej. Sakrę biskupią przyjął w dniu 24 lutego 1985 roku. W dniu 1 grudnia 2006 roku został odwołany z tej funkcji ze względu na wiek.